# Gas City
Gas City – miasto w Stanach Zjednoczonych, w stanie Indiana, w hrabstwie Grant.